# Dodge Cherokee
El Dodge Cherokee es un prototipo de carreras fabricado y desarrollado en la Argentina para su participación en la categoría de automovilismo de velocidad, Turismo Carretera. Es un desarrollo deportivo realizado bajo normativas reglamentarias de la Asociación Corredores de Turismo Carretera, siendo utilizado como base del mismo el modelo de producción Dodge GTX fabricado en Argentina entre las décadas del setenta y ochenta.
Este prototipo fue desarrollado y presentado a mitad de los años 1990 bajo estándares de producción impuestos por ACTC, con el fin de poder otorgar a los usuarios de la marca Dodge en la categoría una nueva herramienta para competir en igualdad de condiciones, teniendo en cuenta la situación deportiva que vivían luego de haber ejercido un importante dominio con la obtención de casi la totalidad de los campeonatos de la década del ochenta y habiéndose producido luego de ello, una polarización por parte de las marcas Ford y Chevrolet. 
El desarrollo de esta unidad consistió en el recambio de la unidad propulsora original, el afamado impulsor Slant Six de origen en los años 1960 y que equiparía desde los Valiant V200 hasta las cupés GTX de 6 cilindros y las cupés RT; siendo implementado en su lugar un impulsor desarrollado por AMC y producido por Chrysler para equipar a su producto Jeep Cherokee (de aquí es que se toma prestado el nombre para bautizar al prototipo), el cual a su vez recibe una modificación en sus medidas nominales para cumplimentar la cilindrada nominal reglamentaria impuesta por la ACTC. A todo esto, se le sumaron continuas reformas aerodinámicas desarrolladas por ACTC, según la reglamentación técnica presentada en las distintas temporadas. Gracias a este impulsor, el prototipo no solo consiguió devolver a la marca Dodge a los primeros planos del Turismo Carretera, obteniendo los campeonatos de 2003 y 2007, sino que también obtuvo la homologación por parte de ACTC para su participación en sus divisiones inferiores, donde también cosechó grandes resultados exhibiendo gran rendimiento.
Por otra parte, la presentación de este coche se produjo como consecuencia de la aparición en 1995 del prototipo Torino Cherokee y la correspondiente homologación recibida para su motor AMC XJ, por lo que tanto el modelo de Dodge como el basado en el IKA Torino, comparten muchas de sus soluciones mecánicas y de puesta a punto.
A partir de la temporada 2015, la Asociación Corredores de Turismo Carretera resolvió modificar los estándares de producción de los diferentes prototipos de las categorías que regentea, siendo unificada la producción de los chasis de los distintos modelos en los Talleres Jakos, propiedad de los hermanos Marco y Mario Jakos, a su vez propietarios del equipo Dole Racing. En ese sentido, tanto el Dodge Cherokee como sus respectivos rivales pasaron a ser construidos a partir de estructuras tubulares específicamente diseñadas para cada modelo, dejando de lado la histórica construcción de estos vehículos a partir de los chasis originales de cada modelo. Al mismo tiempo, las unidades impulsoras de los modelos de Turismo Carretera que se venían utilizando hasta 2014, fueron reemplazadas por novedosos motores SOHC desarrollados inicialmente por Jorge Pedersoli y finalmente por Oreste Berta, a pedido de ACTC, produciéndose una evolución tanto para el Dodge Cherokee como para los demás modelos.

## Historia

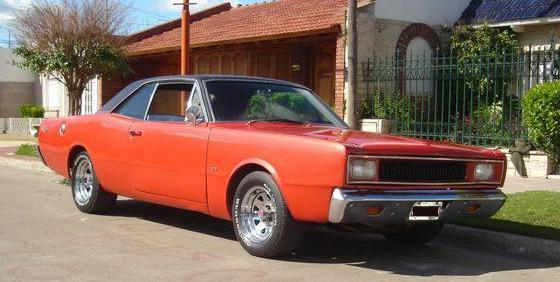
Dodge GTX. Modelo utilizado por Dodge para las carreras de T.C

A pesar de haber iniciado su participación casi desde los albores de la categoría, en la década del treinta, la presencia de la marca Dodge dentro del Turismo Carretera recién adquirió notoriedad durante gran parte de la década del ochenta, donde de la mano de pilotos como Roberto Mouras, Oscar Castellano u Oscar Angeletti se alzó con casi la totalidad de los títulos del período, teniendo como herramienta principal el novedoso Dodge GTX, un automóvil de turismo de amplias dimensiones y diseño aerodinámico, que no era otra cosa más que la variante coupé del modelo Dodge Polara. 
Debido a que el motor V8 de 318 pulgadas cúbicas claramente excedía el mínimo nominal reglamentario para la categoría (3000 cm³), no se usó ese motor sino el Slant-Six de 6 cilindros en línea cuya cilindrada original de 225 pulgadas cúbicas (3688 cm³) era reducida para cumplir tal normativa. Al mismo tiempo, el hecho de que todas las marcas tuvieran una relación de compresión de 8:1, favoreció de sobremanera al modelo de Dodge que contaba con un diseño altamente aerodinámico.
La aparición del GTX fue una apuesta letal por parte de Dodge, ya que gracias a su diseño aerodinámico pronto se colocó a la vanguardia de las acciones iniciándose una importante escalada por parte de sus usuarios, quienes en el término de 10 años se llevaron 8 de los 10 títulos puestos en juego (Antonio Aventín en 1980-81, Roberto Mouras en 1982, 1983, 1984 y 1985, Oscar Angeletti en 1986 y Oscar Castellano en 1987 y 1988). Ante tanta supremacía expuesta por las Dodge, para el año 1989 ACTC implementó una reforma técnica al reglamento general de la categoría, otorgando un punto más de compresión a finales de 1988 para las marcas Ford y Chevrolet, pasando de 8:1 a 9:1. Estas medidas fueron ratificadas para el campeonato de 1989, lo que provocó que los principales referentes de Dodge opten por competir con otras marcas, dejando a la marca con pocos referentes en pista. A esta situación, se le sumaron los altos costos de mantenimiento que comenzaron a manifestarse, luego de haberse concluido la producción de la marca Dodge en el año 1982. Aun así, tras esta decisión que claramente provocó el relegamiento de Dodge en el TC, sus usuarios se las arreglaron para obtener resultados aceptables, llegando al subcampeonato en el año 1992 de la mano de Juan Manuel Landa.

### Revolución reglamentaria

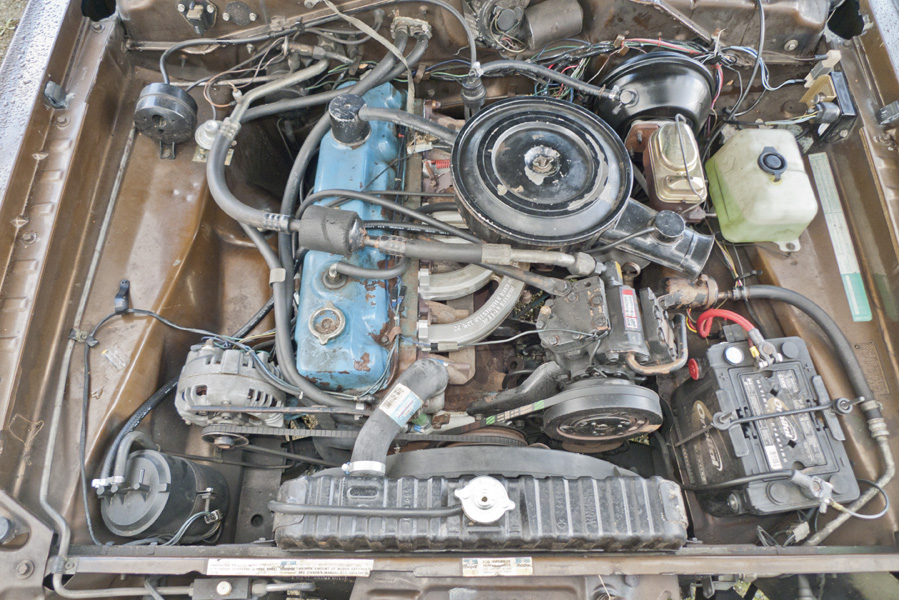
Motor Dodge Slant-Six, utilizado por la marca Dodge entre las décadas del sesenta y noventa, para equipar a sus unidades en el Turismo Carretera.

Tras la obtención del subcampeonato de 1992 por parte de Landa, poco a poco comenzaron a evidenciarse los efectos de la restricción reglamentaria impuesta por ACTC a los usuarios de Dodge. Luego de ese campeonato en el que 3 victorias dejaron a Landa a las puertas del título, los Dodge comenzaban a quedar cada vez más relegados no solo en la consideración de los pilotos, sino también en el desarrollo de sus unidades, frente a los modelos de Ford y Chevrolet. Los costos de manutención de esta unidad también hicieron mella en cuanto a la preparación y puesta en pista de este modelo, lo que provocó que poco a poco vaya transitando la senda del olvido.
El panorama de la marca no mejoró hasta llegado el año 1997, cuando al comando de un modelo experimental hacía su debut como piloto titular el exFórmula 1 y campeón de TC 2000, Miguel Ángel Guerra, quien puso en pista una unidad Dodge GTX equipada con un impulsor AMC XJ de 4.0 litros, fabricado por Chrysler para equipar a su producto Jeep Cherokee, modelo que desde el año 1997 tuvo parte de su producción mundial localizada en Argentina. La aparición de esta nueva unidad, provocó gran sorpresa en el ambiente de la categoría, ya que en su carrera de presentación se colocó a la par de los Ford Falcon y Chevrolet Chevy, generando sorpresa en los aficionados y polémica entre los usuarios de las demás marcas debido a que el nuevo impulsor sobrepasaba ampliamente el máximo reglamentario de cilindrada estipulado por ACTC. La cuestión terminó siendo resuelta con la exigencia por parte del ente fiscalizador de adecuar la cilindrada al límite estipulado, para finalmente poder recibir su correspondiente homologación.

### Desarrollo del motor

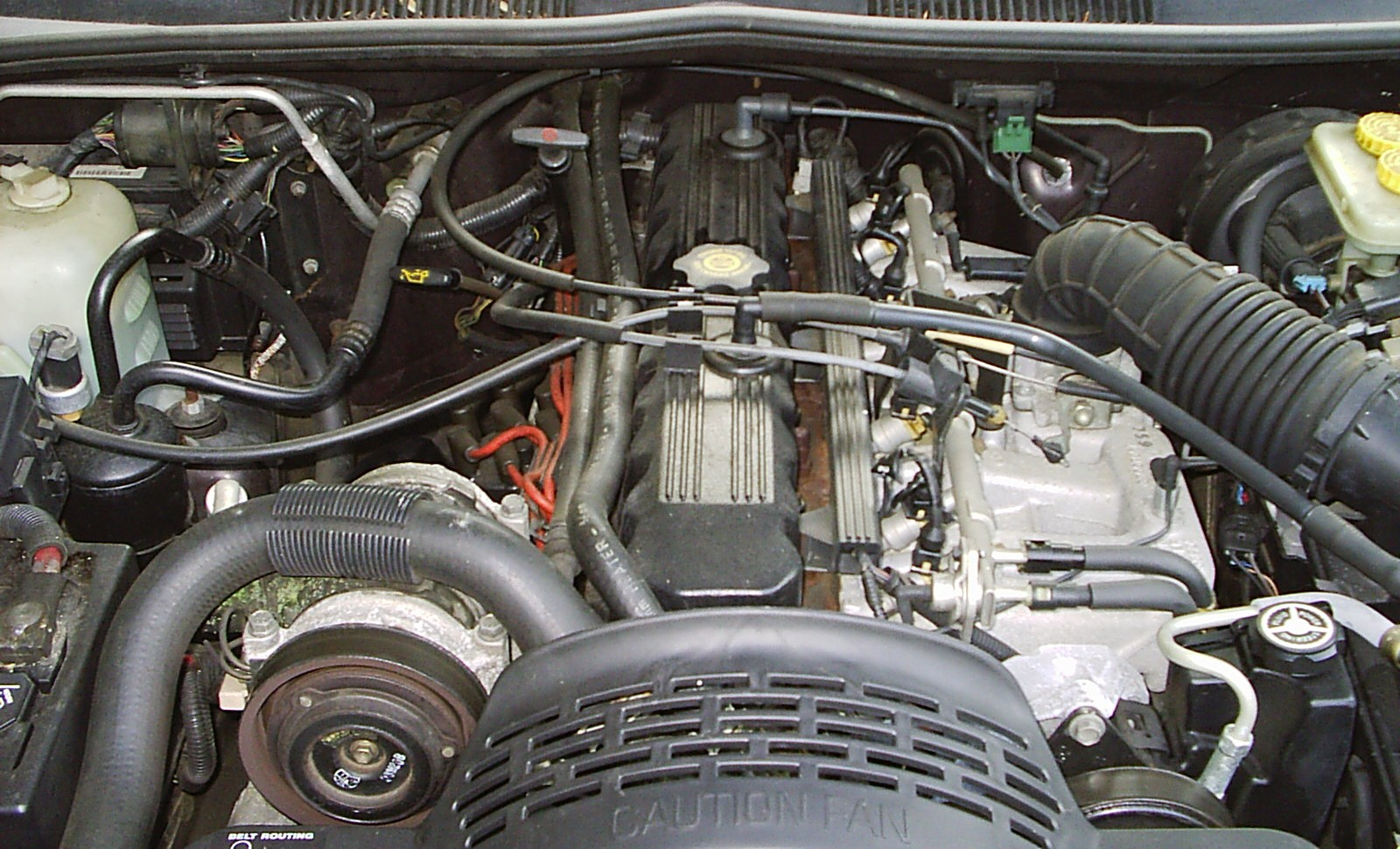
Unidad impulsora AMC XJ de 4.0 litros de un Jeep Cherokee, similar a la utilizada por ACTC para equipar al prototipo Dodge Cherokee.

Para desarrollar la nueva planta impulsora que equipó a los Dodge GTX a partir del año 1997, sus preparadores tuvieron que tener en cuenta diversos aspectos en cuanto a las prestaciones que podría llegar a ofrecer el nuevo prototipo. Uno de los aspectos que más en cuenta se tuvieron, fue la configuración estética del modelo, ya que su diseño altamente aerodinámico brindaba muchas ventajas en un comparativo con los demás modelos con motores en igualdad de condiciones (misma cilindrada, igual relación de compresión, misma cantidad de revoluciones, etc.) A todo esto, el hecho de que el AMC XJ era un impulsor diseñado 15 años después del lanzamiento de sus impulsores rivales y que su alimentación era provista a través de una bomba inyectora, provocó que se le deba modificar su fuente de alimentación reemplazando dicha bomba por un carburador, para lo cual tuvo que recurrirse a un múltiple de admisión similar al utilizado por los Ford Falcon. En una columna de análisis, realizada por el reconocido profesor Alberto Juárez para la revista Campeones, se detallaba textualmente el desarrollo realizado de la siguiente manera:

"En épocas de ruta se decía que para llegar a 240 km/h con un Dodge se necesitaban 25 CV menos que los Ford y 15 CV menos que un Chevrolet lo cual refleja las bondades aerodinámicas de la cupe Dodge , a ello se suma la mejor relación trocha-distancia de ejes lo cual permitía que el coche tuviera una gran performance en los curvones respecto del resto.
A todo esto se suma que el diseño de origen del (motor) Cherokee es casi 15 años mas joven que el resto de los motores y como nació con inyección multipunto se le permitió colocar un múltiple similar al Ford , que es mucho mejor que el del Chevrolet flujométricamente.
A ello se le agrega un block robusto y rígido que disminuye las posibilidades de deformación por maquinación de encamisado o solicitudes térmicas ; que al llevar al cigueñal a la medida lógica de carrera de pistón , facilita la colocación de una biela larga sin complicaciones. Sin dudas que existe un gran potencial para quienes decidan desarrollar este motor , pero creo que la ACTC va a estar atenta para que no haya desequilibrio entre las marcas.".
Prof. Alberto Juárez, columnista técnico de Campeones.

### Desarrollo y primeros resultados

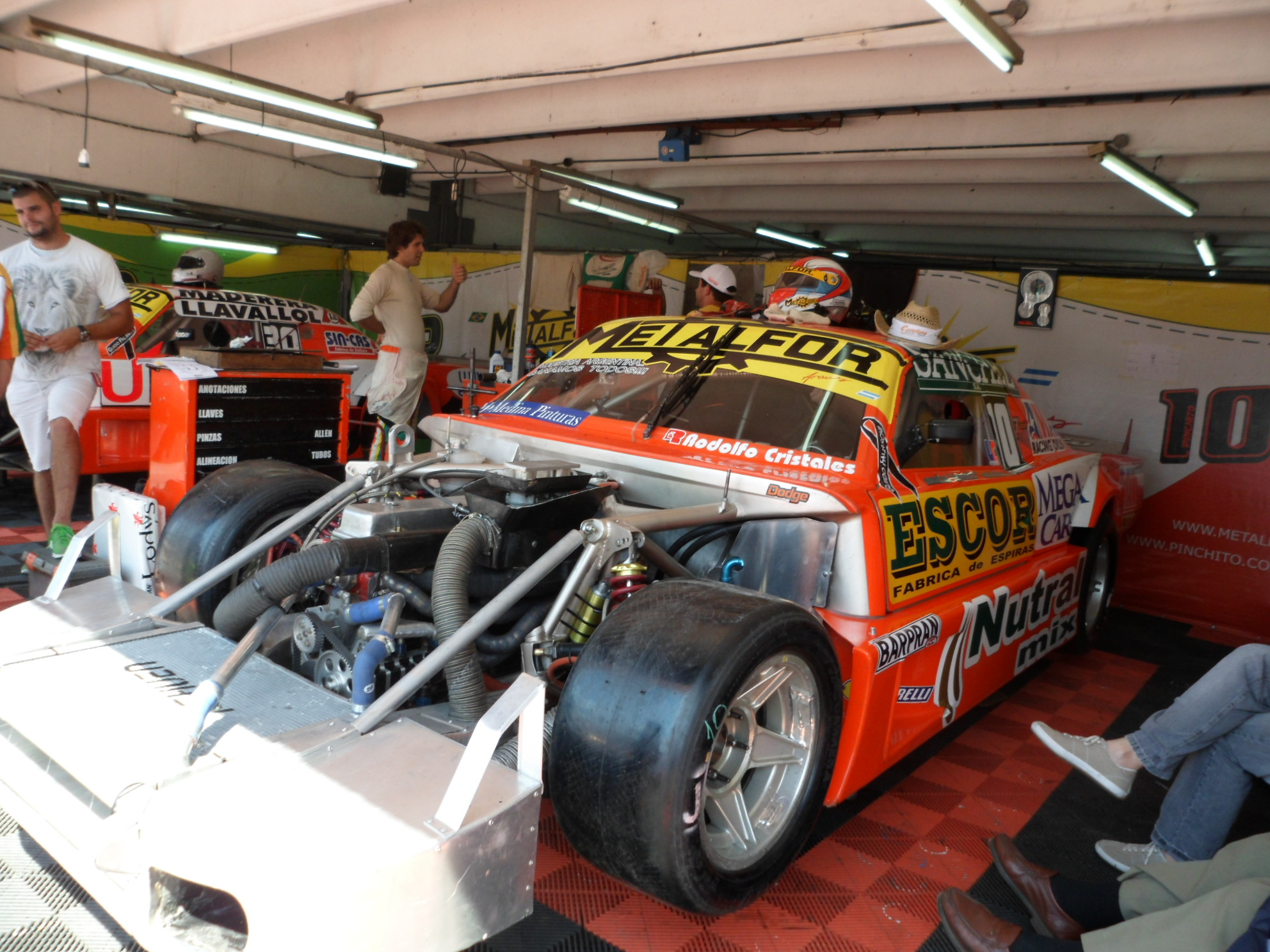
Prototipos Dodge Cherokee recibiendo atención en boxes, durante un descanso en sus sesiones clasificatorias.

Luego de la adecuación técnica efectuada al nuevo impulsor, ACTC terminó por homologar el mismo como nuevo impulsor optativo para los usuarios de las marcas Dodge y Torino. Prontamente, los resultados comenzaron a estar a la vista, con la llegada de los primeros triunfos de la mano de Ernesto Bessone II en 1998 y Edgardo Lavari en 1999. La evolución del modelo comenzó a ser tal, que prontamente se instaló en la lucha por el título en el año 2000, cuando Bessone culminó el torneo en la tercera colocación, poniendo en evidencia la evolución del modelo que poco a poco comenzaba a afianzarse en la categoría.
Por otra parte, la implementación del "Dodge Cherokee" fue homologada también en las divisiones inferiores de ACTC, siendo estrenada primeramente por la divisional TC Pista y en los años sucesivos por las divisionales TC Mouras y TC Pista Mouras.

### Los primeros títulos
Tras haber cosechado sus primeros éxitos dentro del TC, la cuestión quedaba en saber hasta que punto llegaría el desarrollo de los nuevos impulsores de la marca Dodge. Tal incógnita comenzaría a revelarse en los años siguientes, siendo el año 2003 la temporada que marcaría la cúspide en cuanto al desarrollo y evolución del Dodge Cherokee, ya que en esa temporada y tras 13 años de sequía, nuevamente la marca conquistaría la corona del Turismo Carretera de la mano de Ernesto Bessone II, quien se impondría con su unidad a los representantes de las marcas Chevrolet y Ford, quienes habían polarizado las acciones de la categoría durante esos 13 años. La cosecha de títulos continuaría en el año 2006 con la coronación de Norberto Fontana, quien se impondría luego de una polémica definición que incluyó la desclasificación de su oponente de turno, Diego Aventín.
Tras estos grandes resultados, finalmente el nuevo prototipo quedaría afianzado dentro de la división mayor de ACTC, teniendo también éxitos similares en las divisiones inferiores, ya que en TC Pista se coronarían campeones con este modelo los pilotos Jonatan Castellano (2005) y Nicolás Pezzucchi (2013), mientras que en TC Pista Mouras tendrían este privilegio el propio Pezzucchi (2011) y Claudio Di Noto Rama (2014). Actualmente, el desarrollo del modelo es tal, que su nivel de evolución se equipara con los demás modelos participantes en la categoría.

## Números del Dodge Cherokee

### Carreras Ganadas en el TC
| Fecha                   | Autódromo                             | Piloto                     | Velocidad promedio |
| ----------------------- | ------------------------------------- | -------------------------- | ------------------ |
| 22 de noviembre de 1998 | Autódromo Roberto Mouras              | Ernesto Bessone II         | 157,315            |
| 4 de julio de 1999      | Autódromo Ciudad de Nueve de Julio    | Edgardo Raúl Lavari        | 174,198            |
| 26 de marzo de 2000     | Autódromo Roberto Mouras              | Ernesto Bessone II         | 156,845            |
| 22 de abril de 2001     | Autódromo Mar y Valle                 | Hugo Félix Redolfi         | 154,912            |
| 22 de julio de 2001     | Autódromo Juan Manuel Fangio          | Ernesto Bessone II         | 119,649            |
| 1 de junio de 2003      | Autódromo Hermanos Emiliozzi          | Ernesto Bessone II         | 146,292            |
| 23 de mayo de 2004      | Autódromo Parque Ciudad de Río Cuarto | Norberto Edgardo Fontana   | 84,650             |
| 23 de mayo de 2004      | Autódromo Ciudad de Rafaela           | Ernesto Bessone II         | 154,571            |
| 7 de noviembre de 2004  | Autódromo Roberto Mouras              | Norberto Edgardo Fontana   | 147,796            |
| 28 de noviembre de 2004 | Autódromo José Muñiz                  | Norberto Edgardo Fontana   | 146,951            |
| 1 de mayo de 2005       | Autódromo Oscar y Juan Gálvez         | José Carlos Ciantini       | 180,140            |
| 17 de julio de 2005     | Autódromo Oscar y Juan Gálvez         | José Carlos Ciantini       | 191,071            |
| 9 de abril de 2006      | Autódromo Ciudad de Paraná            | Norberto Edgardo Fontana   | 156,343            |
| 21 de mayo de 2006      | Autódromo Parque Ciudad de Río Cuarto | José Carlos Ciantini       | 153,092            |
| 8 de octubre de 2006    | Autódromo Ciudad de Nueve de Julio    | José Luis Di Palma         | 156,378            |
| 19 de noviembre de 2004 | Autódromo Roberto Mouras              | Norberto Edgardo Fontana   | 144,077            |
| 3 de junio de 2007      | Autódromo Ciudad de Nueve de Julio    | Norberto Edgardo Fontana   | 173,951            |
| 24 de mayo de 2009      | Autódromo Ciudad de Rafaela           | Norberto Edgardo Fontana   | 190,157            |
| 23 de mayo de 2010      | Autódromo Ciudad de Rafaela           | Jonatan Oscar Castellano   | 186,587            |
| 5 de septiembre de 2010 | Autódromo Ciudad de Nueve de Julio    | Juan Marcos Angelini       | 172,101            |
| 12 de junio de 2011     | Autódromo Rosamonte                   | Jonatan Oscar Castellano   | 160,412            |
| 3 de julio de 2011      | Autódromo Ciudad de Rafaela           | Juan Marcos Angelini       | 201,582            |
| 11 de diciembre de 2011 | Autódromo Oscar y Juan Gálvez         | Emiliano Leonel Spataro    | 207,966            |
| 30 de junio de 2013     | Autódromo Ciudad de Rafaela           | José María López           | 176,258            |
| 13 de octubre de 2013   | Autódromo General San Martín          | Jonatan Oscar Castellano   | 172,866            |
| 1 de junio de 2014      | Autódromo de Termas de Río Hondo      | Facundo Ardusso            | 144,405            |
| 23 de noviembre de 2014 | Autódromo Mar y Valle                 | Matías Sebastián Rodríguez | 164,786            |
| 7 de diciembre de 2014  | Autódromo Oscar y Juan Gálvez         | Juan Martín Ponte          | 150,893            |

Las victorias corresponden hasta la última fecha de la temporada 2014, debido a que tras la misma el Turismo Carretera modificaría su reglamento técnico, pasando a reemplazar sus unidades impulsoras por nuevos motores desarrollados por el departamento técnico de la ACTC
- [18][19][20]

### Títulos obtenidos en las distintas divisiones de ACTC
| Título  | Categoría         | Piloto               | Año  |
| ------- | ----------------- | -------------------- | ---- |
| Campeón | Turismo Carretera | Ernesto Bessone II   | 2003 |
| Campeón | Turismo Carretera | Norberto Fontana     | 2006 |
| Campeón | TC Pista          | Jonatan Castellano   | 2005 |
| Campeón | TC Pista          | Nicolás Pezzucchi    | 2013 |
| Campeón | TC Pista          | Valentín Aguirre     | 2017 |
| Campeón | TC Pista Mouras   | Nicolás Pezzucchi    | 2011 |
| Campeón | TC Pista Mouras   | Claudio Di Noto Rama | 2014 |

### Misceláneas
- Mayor cantidad de títulos en TC: Ernesto Bessone II y Norberto Fontana con un campeonato cada uno (2003 y 2006 respectivamente).
- Mayor cantidad de triunfos en TC: Norberto Fontana con 7 victorias.
- Victoria con el promedio de velocidad más alto: Emiliano Spataro, el 11 de diciembre de 2011 en el Autódromo Oscar y Juan Gálvez a 207 966 km/h de promedio
- Victoria con el promedio de velocidad más bajo: Norberto Fontana, el 23 de mayo de 2004 en el Autódromo Parque Ciudad de Río Cuarto a 84 650 km/h de promedio
- Piloto de mayor edad en lograr una victoria: Edgardo Lavari, el 4 de julio de 1999 en el Autódromo Ciudad de Nueve de Julio, a los 48 años
- Piloto más joven en lograr una victoria: Juan Marcos Angelini, el 5 de septiembre de 2011 en el Autódromo Ciudad de Rafaela, a los 24 años.